# Tipula (Vestiplex) factiosa
Tipula (Vestiplex) factiosa is een tweevleugelige uit de familie langpootmuggen (Tipulidae). De soort komt voor in het Palearctisch gebied.